# Хистерезисен двигател
Хистерезисният двигател е вид синхронна машина без възбудителна намотка или постоянни магнити. Роторът е изработен от стоманен цилиндър с широка хистерезисна крива, което позволява му позволява да достигне синхронна скорост като се заключи с полето в статорът. Вътрешната част на цилиндъра е изградена от немагнитен материал (алуминий), което допълнително намалява възможността за хлъзгане.

## Принцип на действие
При подаване на напрежение на статора, въртящото се магнитно поле първоначално завърта ротора до по-ниска от синхронната скорост. Постепенно магнитното поле на статора индуцира постоянно магнитно поле в стоманения цилиндър на ротора, което се заключва с въртящото се поле на постоянен ъгъл, зависещ само от хистерезистния цикъл. Това позволява развъртане до синхронна скорост. При достигане на синхронна скорост, въртящият момент предизвикан от вихрови токове е равен на нула. Тогава съществува само въртящ момент от загубите в хистерезис. Скоростната характеристика на хистерезисния двигател е различна от тази на асинхронният.

## Приложение
Хистерезисният двигател намира приложение в звукозаписната техника и устройства за точно отмерване на време, скорост и синхронизация. Тези двигатели са със специализирани приложения и малки мощности. Нивото на шума от хистерезисния двигател е много ниско в сравнение другите двигатели, тъй като работи с постоянна скорост, липсват колекторни контакти и роторът е монолитен (добре балансиран).